# Duke Nukem: Critical Mass
Duke Nukem: Critical Mass è un videogioco del 2011 prodotto dalla Apogee Software e pubblicato da Deep Silver per Nintendo DS.

## Trama
Un gruppo di soldati inviati nel futuro con una macchina del tempo risulta disperso, così sarà Duke Nukem ad avere l'incarico di andarli a salvare. Durante la missione Duke dovrà uccidere gli alieni che hanno invaso la Terra e salvare donzelle in difficoltà.

## Modalità di gioco
Duke Nukem: Critical Mass è un videogioco che alterna fasi platform sparatutto a scorrimento orizzontale in 2D a fasi in cui Duke dovrà usare un jetpack per uccidere gli alieni dall'alto sparando con un mitra e un lanciamissili. Al termine di ogni livello è poi presente un boss da sconfiggere e tale fase del gioco è caratterizzata da un gameplay in terza persona in cui si dovrà schivare i colpi del nemico cercando a propria volta di colpirlo. Vi sono inoltre delle fasi di gioco in prima persona in cui Duke darà la caccia ai nemici usando un fucile da cecchino.

## Sviluppo
In origine Duke Nukem: Critical Mass doveva essere il primo capitolo di una trilogia (Duke Nukem Trilogy) che sarebbe dovuta uscire sia per Nintendo DS che per PlayStation Portable. Gli altri due giochi della trilogia dovrebbero essere stati Duke Nukem: Chain Reaction e  Duke Nukem: Proving Grounds. Tuttavia gli altri due capitoli della trilogia non sono mai stati realizzati e la versione di Duke Nukem: Critical Mass per PSP è stata cancellata.
All'E3 del 2008 fu rilasciato un trailer di quattro minuti in cui però non veniva mostrato nessuno spezzone di gioco. Un video contenente degli screenshots del gioco fu rilasciato invece a marzo 2009. 
Il 29 ottobre 2010, la casa di sviluppo Frontline Studios dichiarò di non aver ottenuto la licenza di Duke Nukem e che avrebbe distribuito il gioco con il nuovo titolo Extraction Point: Alien Shootout. Tuttavia il 23 marzo 2011 Apogee Software annunciò di non aver mai perso la licenza e che Duke Nukem: Critical Mass sarebbe stato distribuito per Nintendo DS in Europa l'8 aprile 2011, in Nord America il 6 giugno 2011 e in Australia il 7 luglio 2011.
Nel 2014, il codice sorgente della versione mai uscita per PSP è stato scoperto fare parte di una donazione alla Biblioteca del Congresso  ed è stato reso pubblico il 4 aprile 2022.